# タウヌス線
タウヌス線（ドイツ語: Taunus-Eisenbahn）はヘッセン南部の複線および電化鉄道であり、大都会であるフランクフルトと州都ヴィースバーデンを結ぶ。この路線は1839年9月開業されて、ヘッセン州の最古の鉄道路線となった。

## 歴史

### タウヌス鉄道と国有化

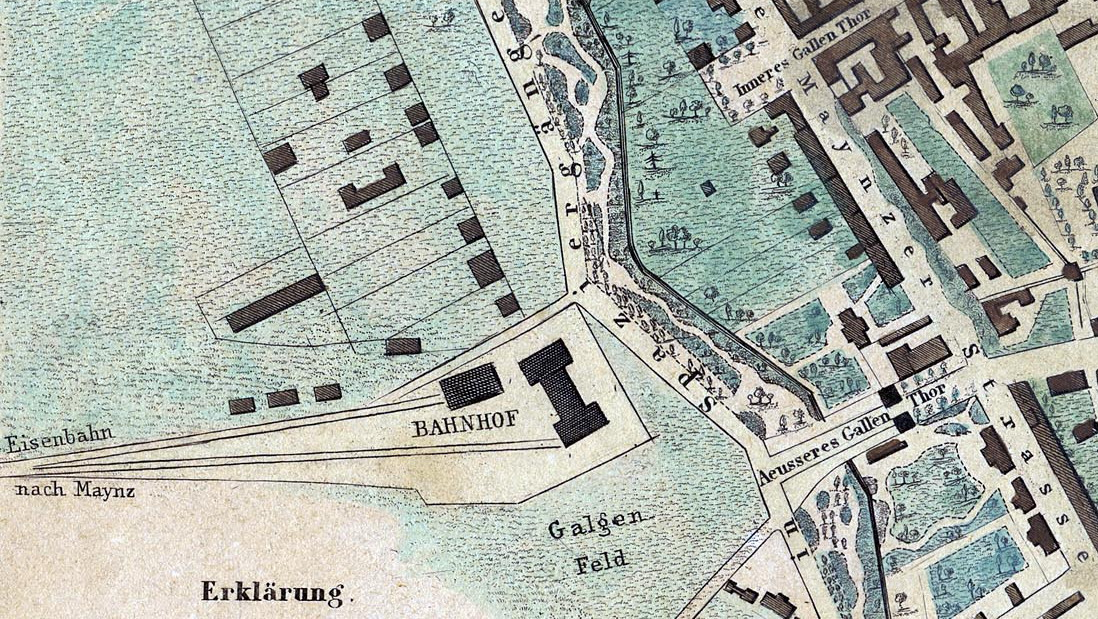
フランクフルト市街地の西端におけるタウヌス駅の位置（1845年の地図）

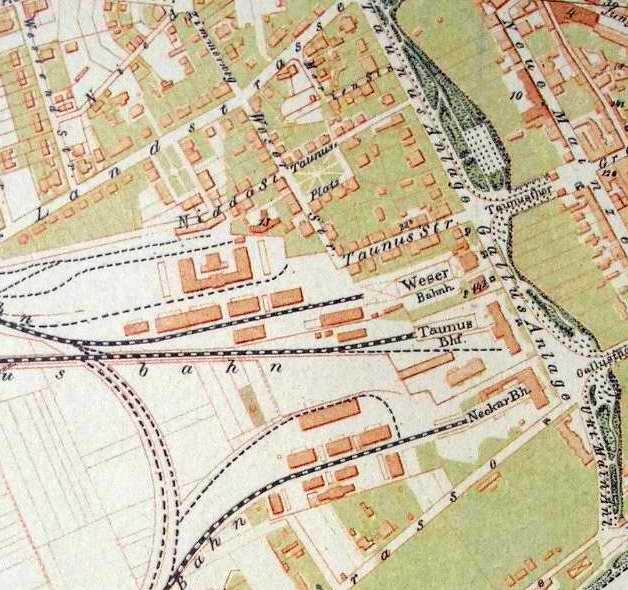
1860年ごろのフランクフルト・タウヌス駅とその隣の駅

この路線の建設以前に三つの主権国家、すなわちフランクフルト自由市、ナッサウ公国、ヘッセン大公国の間に長期間の交渉が行われた。当時にライン川の東岸にあるマインツ・カステルはヘッセン大公国の領域で、この路線の終点であるヴィースバーデンはナッサウ公国の首都であった。特にヘッセン大公国は、他の2つの州との接続の結果としてマインツ港への交通が失われることを恐れたため、鉄道敷設を反対した。それからヘッセン大公国はこの路線の代わりにフランクフルトとダルムシュタット、マインツ、オッフェンバッハを鉄道で連結するのを要求した。一方マインツ鉄道委員会はマイン川北側の路線案を支持した。ヘッセン大公国内相であったヨハン・クナップ（Johann Friedrich Knapp, 1776–1848）はマイン川北側の鉄道建設を許して、マインツ鉄道委員会はそのゆえ内相に18000グルデン相当の贈り物を提供した。それが公開されて賄賂スキャンダルとなった。大公国政府はクナップを引退させてそのスキャンダルから逃れようとした。議会は政府の違法な処理に関する問題提起を続いたが、大公国政府はクナップに対して処罰しなく、鉄道建設を許可する立場を貫いた。
鉄道建設コンソーシアムはフランクフルトのベトマン銀行とロートシルト銀行の主導で1835年に設立された。発行された株式はすぐに40回に出資され、1837年に作業開始が可能となった。それにもかかわらず、最終的な敷設免許は1838年にようやくあたえられ、5月8日にフランクフルト自由市、5月11日にヘッセン大公国、6月13日にナッサウ公国が鉄道建設を許可した。
タウヌス鉄道会社（Taunus-Eisenbahn-Gesellschaft）は1838年8月12日にフランクフルトで設立された。ドイツ最初の鉄道建設を指導したポール・カミユー・ドニー（Paul Camille Denis, 1795–1872）は路線経路および施設の技術を担当することとなった。マインツの建築家であったイグナーツ・オプフェルマン（Ignaz Opfermann, 1799–1866）は駅舎と対合室の建築を担当した。
最初の区間は1839年9月26日にフランクフルト・タウヌス駅から当時ナッサウ公国に属したヘーヒスト（マイン）まで開通された。この路線は同年11月24日にハッタースハイムまで、1840年4月13日にマインツ・カステルまで延長された。最後の延長区間は1840年5月19日に開業された。この新しい路線は交通流れの変化のもととなって、この開発で損した人々は激しい抵抗活動を開始した。代表的な例は「霧の若者のいたずら（Nebeljungenstreich）」と呼ばれるサボタージュ事件であった。マインツの運輸業者と馭者たちは収入減少を恐れて、マインツ・カステルで線路を損傷した。それ以上の線路損傷を防ぐために武装人力が動員された。1840年から1852年まで、会社の取締役はヘッセンの枢密院議員で元フランクフルト上院議員であったヨハン・アダム・ベイル（Johann Adam Beil, 1790–1852）が歴任した。この路線の距離はもともと43.4 kmであった。支線であるゾーデン線はヘーヒスト - バート・ゾーデン区間で1863年に開通された。運営の初期にタウヌス鉄道はジョージとロバート・スティーブンソンの製作所から6両の機関車、87両の客車、44両の貨車を購入した。最初の運転士はイギリス人であった。1844年9月にマインツ・カステル - ヴィースバーデン間に電磁気電信機の施設が備えられのちにフランクフルトまで拡張された。
タウヌス鉄道は1863年に開通されたマインツ - フランクフルト線との競争に損害を受けて、1871年にヘッセンルートヴィヒ鉄道（Hessischen Ludwigsbahn, HLB）に会社を売却することを決定した。 HLBは1872年1月1日にタウヌス鉄道を引き受けたが、ただちにプロイセン国有鉄道に売却した。プロイセン国鉄はタウヌス線を1872年5月3日から運営した。
1888年にフランクフルトで新しい中央駅が開業されてこの路線は約一キロメートル短縮された。同じことが1906年にヴィースバーデンで起きて、現在のヴィースバーデン中央駅が古いタウヌス駅を取り替えた。

### ドイツ国営鉄道時代
1920年にこの路線はドイツ国営鉄道に引き継がれました。国営鉄道は非常に重要な遠距離、地域および郊外の旅客輸送を取って、貨物輸送も部分的に重要であった。第二次世界大戦の間に、特にヴィースバーデン中央駅、フランクフルト中央駅の周辺とマインツ・カステル駅は激しい損傷を負った。

### ドイツ連邦鉄道時代
終戦後、鉄道施設の修理と操業再開後、この路線の場合以前の重要性が再確立されて、コストハイム分岐点 - ヴィースバーデン東駅区間で貨物輸送量が特に増加した。
1970年末までこの路線は長距離の交通にとってかなり重要となった。1979年にインターシティ路線が導入されたことで、フランクフルト - ケルン区間の列車は一つおきにこの路線を経由した。機関車の交換が必要だったヴィースバーデンのターミナル駅の時間損失と、フランクフルト空港のIC列車の路線網統合は、IC列車の運行回数が緩やかに減少する結果を招いた。なぜならば、マインツ駅経由の場合には、機関車は方向を変える必要がなくて運行時間が短くなったからである。1991年5月よりフランクフルトとヴィースバーデン間のIC通勤列車がこの路線を経由したが、需要不足のため1995年5月に廃止された。
フランクフルト交通運賃連合（Frankfurter Verkehrs- und Tarifverbund, FVV）の設立に伴い、この路線もFVVの運賃体系に属した。1978年5月にライン・マインSバーンのS1系統はこの路線に導入された。但し列車はヘーヒスト - フランクフルト中央駅区間ではメイン＝ラーン線の上を走行する。またコブレンツ行きの急行列車（Eilzug）も運行された。1980年にヴィースバーデン東駅とヴィースバーデン中央駅区間でS14系統（現在S8系統）の運行が開始された。
1970年に発表されたドイツ連邦鉄道の改修プログラムに、フランクフルト、マインツ、ヴィースバーデンはに接続ケルン - グロース＝ゲーラウ区間の高速新線と、二つの連結線を通じて、接続する予定であった。

### ドイツ鉄道時代
1995年にライン＝マイン運輸連合（Rhein-Main-Verkehrsverbund）がフランクフルト運輸連合を引き受けて、RE90系統を導入した。以前の急行列車は快速列車に転換され、ヴィースバーデン中央駅からコストハイム分岐点までタウヌス線を走行した。2000年夏の定期時刻表変更により、RE90系統は乗客数が少なかったため廃止され、S9系統に改めて置き換えられた。
2010年12月の定期時刻表変更以来、都市急行列車は私設鉄道会社VIASによりこの路線とライン川右岸線で運行されている。
ケルン - ライン＝マイン高速線の地域計画の進行中に、高速線とタウヌス線を接続するために、いわゆるエッダースハイム連結線が提案された。曲率半径975mの連結線は結局建設されなかった。

## 沿線概況
列車は1888年から出発駅となったフランクフルト中央駅を離れて中央貨物駅およびニート高架橋を通過する。まずはマイン＝ネッカー線とマイン＝ヴェーザー線が左右へ分岐して、この路線は曲線でマインツ - フランクフルト線とマイン＝ラーン線と交差する。列車は西北の方へ向かい、ホムブルク方面の線路が分岐する。この路線は旧貨物駅から西側へ続き、ニート鉄道橋に至る。

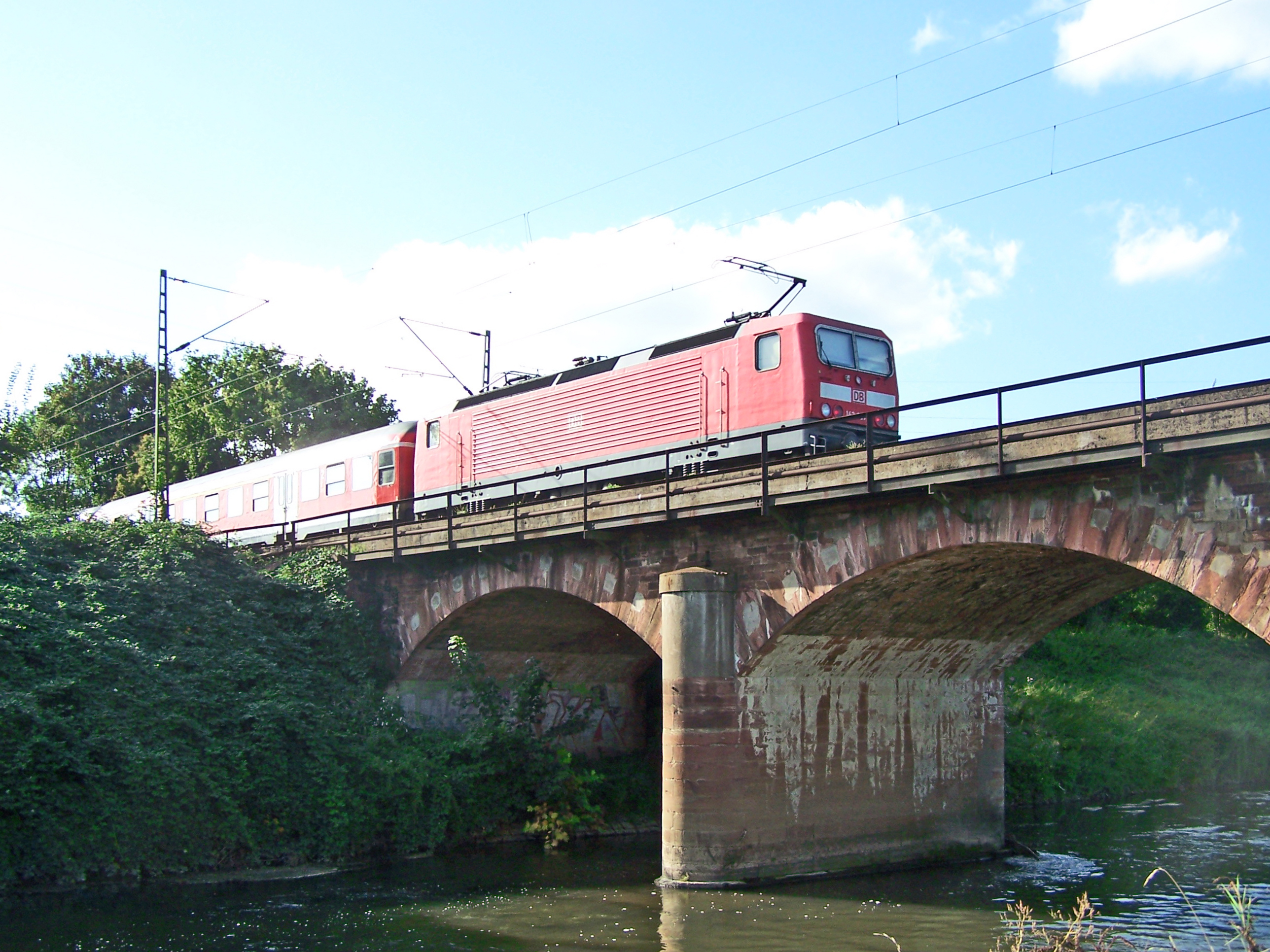
ヴィースバーデンからの列車がタウヌス鉄道のニッダ橋を渡る

ニート鉄道橋はドイツで現在も使用される二番目に古い鉄道橋である。

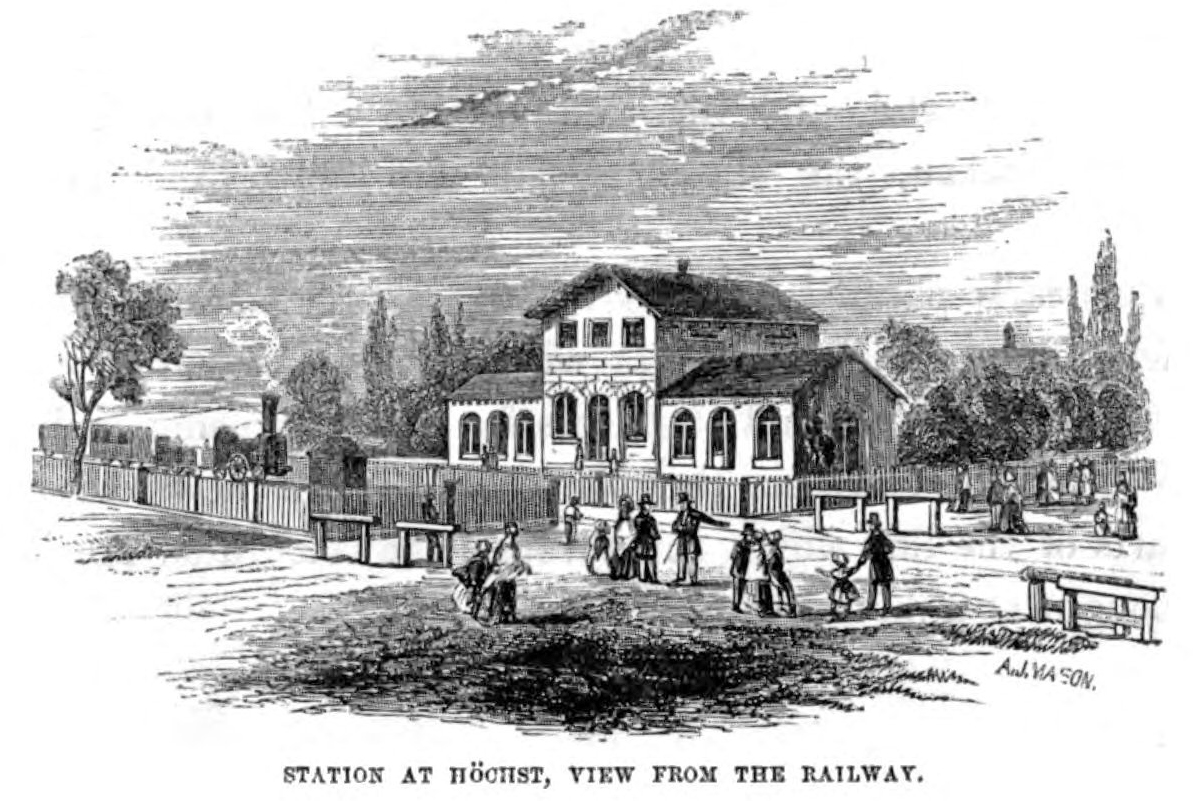
最初のヘーヒスト駅舎（1846年）

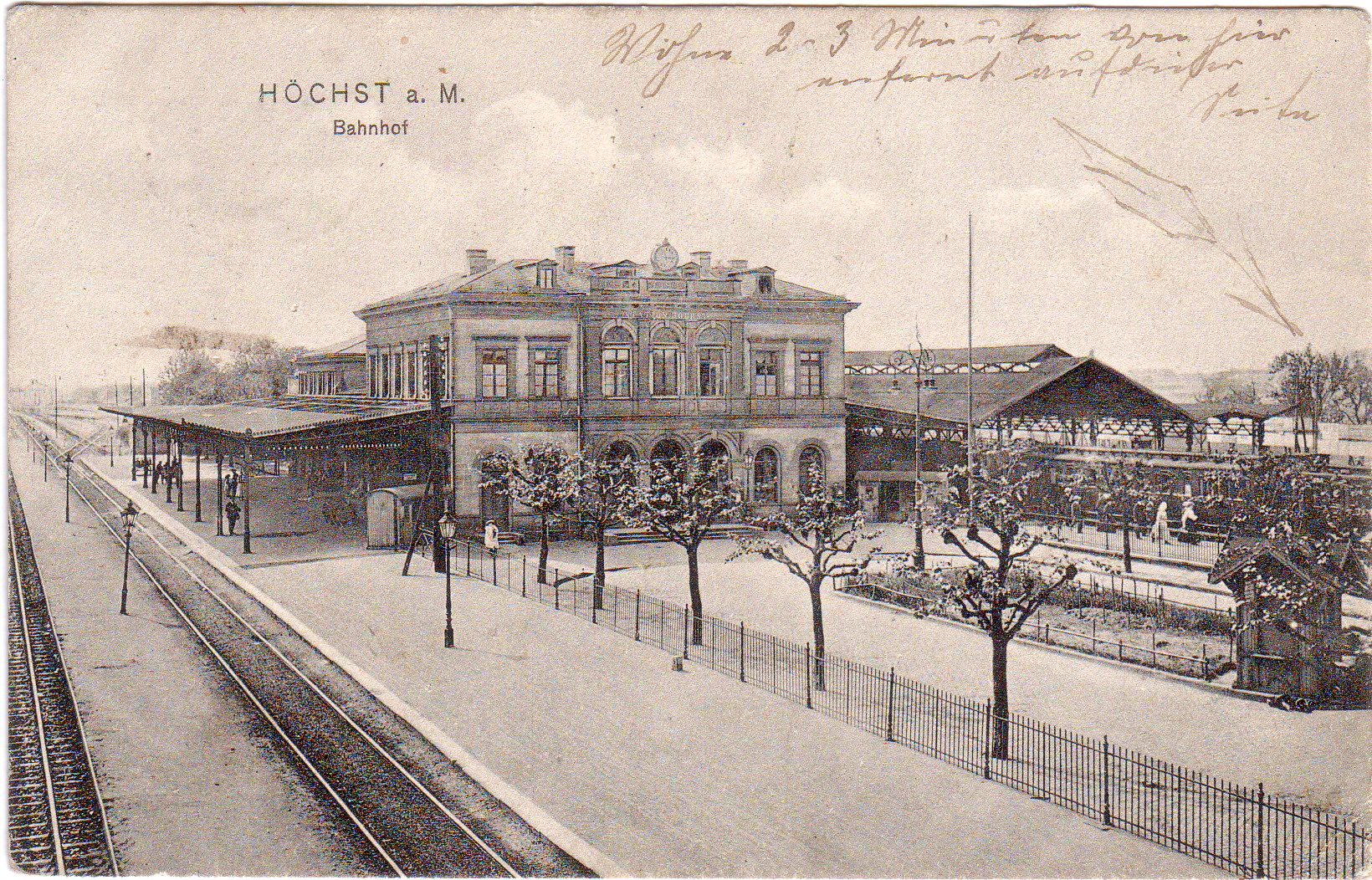
1880年に建設されて1914年まで運用された2番目のヘーヒスト駅舎と乗降場

ヘーヒスト駅の東側ではメイン＝ラーン線およびソーデン線がこの路線と合流する。列車がヘーヒスト駅を出発すると、すぐにコェーニヒシュタイン線が分岐する。染料工場駅でマイン＝ラーン線が分岐して、この路線はファルケンベルまで南西側に伸びる。
ハッタースハイム駅から約100 m離れたシュヴァルツ小川を目立たない2アーチの砂岩製橋が横断している。1911年にコンクリートで改修されたシュヴァルツ小川鉄道橋はヘッセン文化財保護法（Hessisches Denksmalschutzgesetz）により文化遺跡として登録されている。

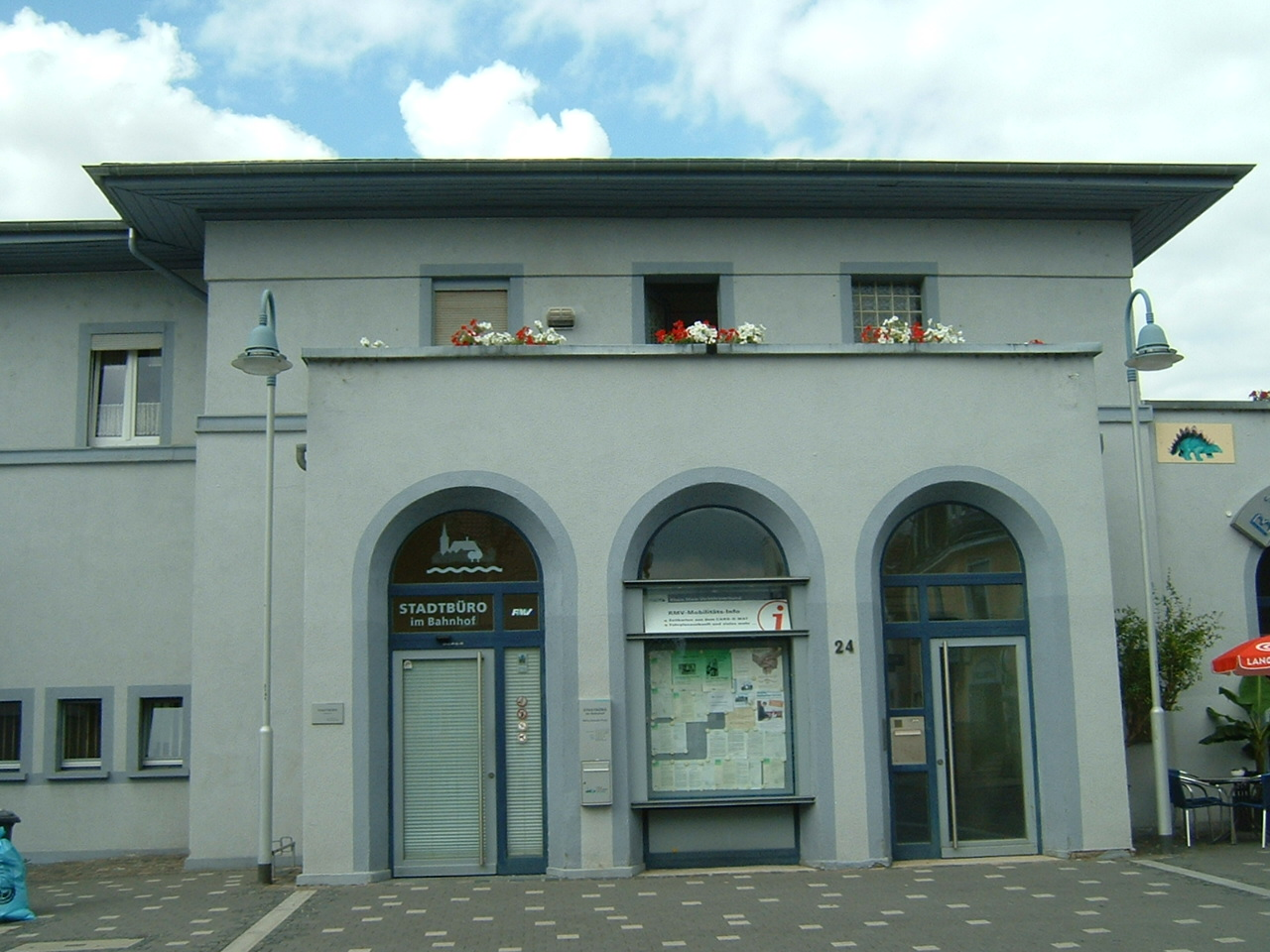
フローシャイム駅のエントランスビル

シェルのフロェルスハイム貯油タンクはタウバーツミューレ分岐点からの側線で連結される。列車はそこから右に曲がり西に向かってホーホハイム駅を通過する。

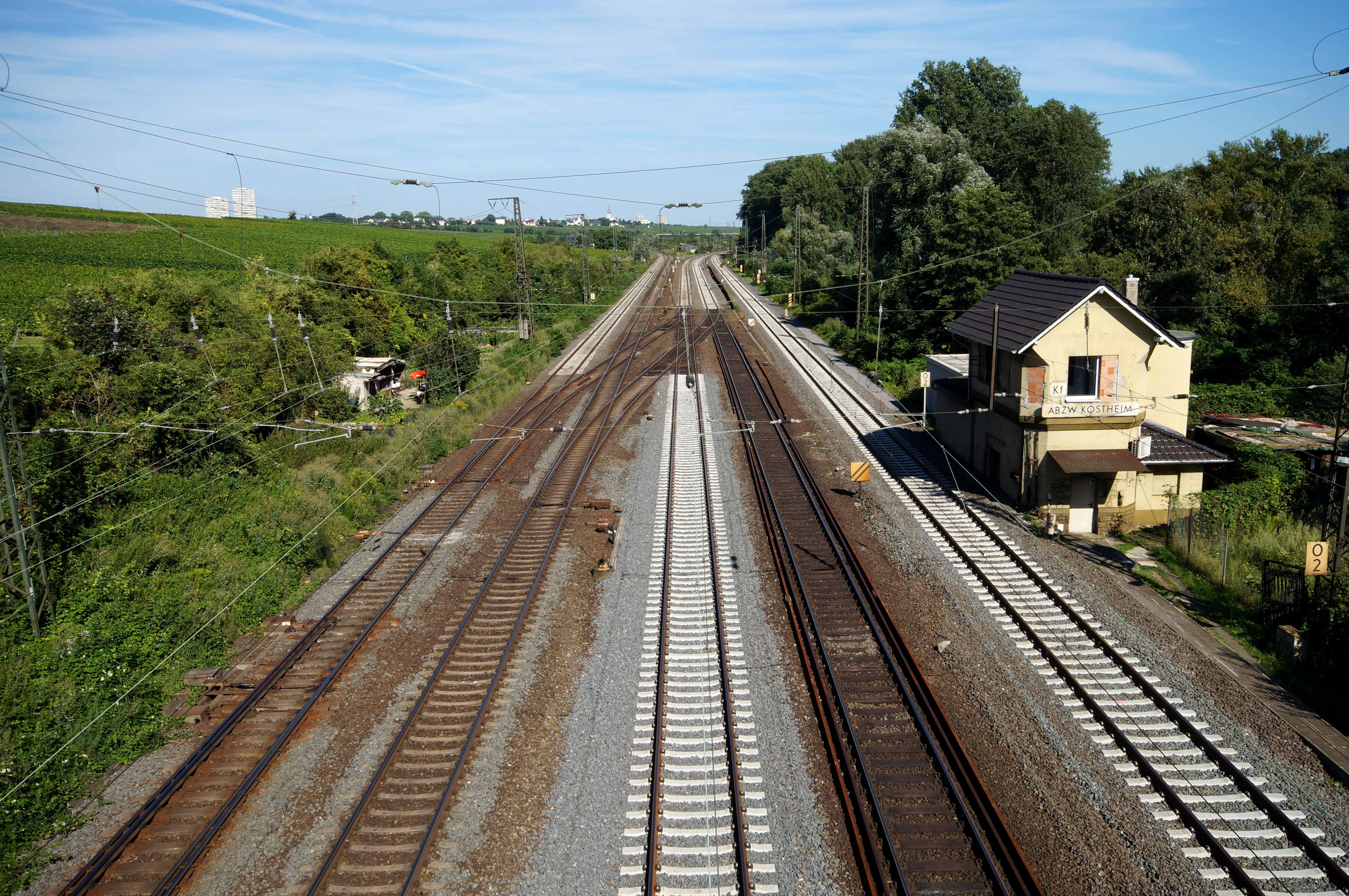
コストハイムジャンクション：マインツ鉄道バイパスが左側に、タウヌス鉄道が右側にある

マインツ環状線はコストハイム分岐点でこの路線に合流しする。関連された信号扱い所は保存されている。この路線はマインツ・カステル方面に続き、環状線は北西の方向で分岐する。

カステル駅、1840年4月13日の入口ビル、ヴィースバーデン行きの始発列車

マインツ・カステル駅は名と違ってヴィースバーデン南端駅である。

ビープリッヒのライン川駅とマインツカステル鉄道連絡船への支線

列車は1906年に建てられたヴィースバーデン中央駅に到着する。

## 運行形態

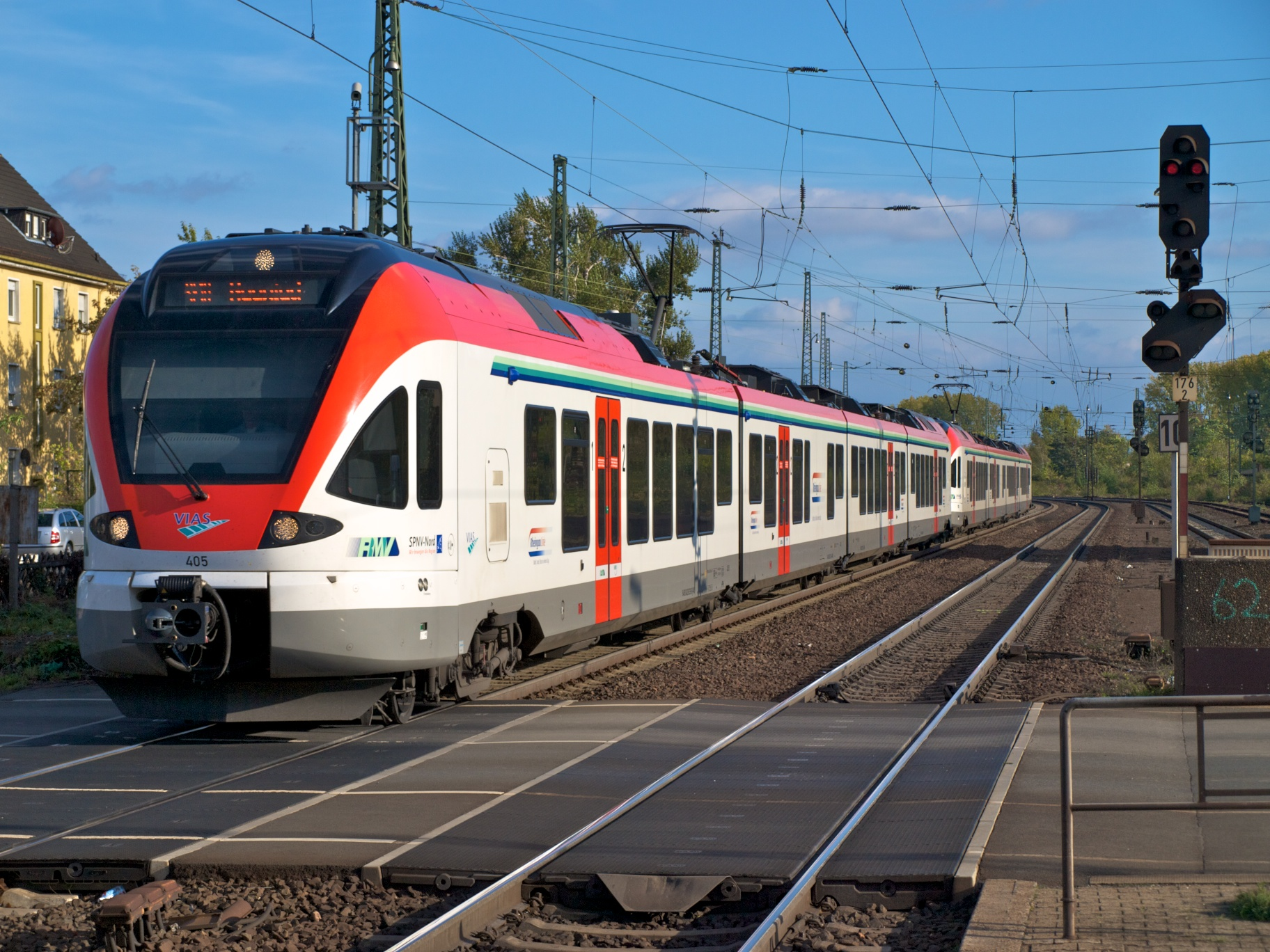
マインツカステル駅の入り口近くのSE10号線のVIASサービス

この路線の運賃システムはライン＝マイン運輸連合（Verkehrsverbund Rhein-Main, RMV）により管理される。
- 快速列車（RE 4）: フランクフルト - へーヒスト - ホッホハイム - マインツ - ヴォルムス - ルートヴィヒスハーフェン - シファーシュタット - ゲルメルスハイム - グラーベン＝ノイドルフ - カールスルーエ。120分間隔[17]。使用車両はDB429形電車。

- 快速列車（RE 9）: フランクフルト - へーヒスト - マインツ・カステル - エルトヴィル。VIAS所属。

- 快速列車（RE 14）: フランクフルト - へーヒスト - ホッホハイム - マインツ - ヴォルムス - マンハイム。120分間隔[18]。使用車両はDB429形電車。

- 普通列車（RB 10）: フランクフルト - へーヒスト - マインツ・カステル - ヴィースバーデン - リューデスハイム - ニーダーラーンシュタイン - コブレンツ - ノイヴィート。60分間隔。VIAS所属。使用車両はFLIRT。

- 普通列車（RB 12）: フランクフルト - へーヒスト - ケルクハイム - コェーニヒシュタイン。60分間隔。

- 普通列車（RB 22）: フランクフルト - へーヒスト - ニーデルンザクセン - エシュホーフェン - リムブルク。60分間隔。使用車両は146形電気機関車と二階建て客車のプッシュプル列車。

- Sバーン () : ヴィースバーデン - ヴィースバーデン東駅 - マインツ・カステル - ホッホハイム - フロェルスハイム - ハッタースハイム - へーヒスト - フランクフルト - ミュールベルク - オッフェンバッハ東駅 - ビーバー - ロットガウ - レーダーマルク・オーバーローデン。30分間隔。使用車両は430形電車。

- Sバーン () : ヴィースバーデン - ヴィースバーデン東駅 - マインツ・カステル - マインツ・ビショフスハイム - フランクフルト空港駅 - マイン・シュタディオン - フランクフルト - ミュールベルク - オッフェンバッハ東駅 - ハーナウ。30分間隔。使用車両は430形電車。